# Hubert Weber (Künstler)

Künstler Hubert Weber bei einer Rede

Hubert Weber (* 18. August 1920 in Staffelstein; † 11. Februar 2013 in Lichtenfels) war ein deutscher Kunstmaler und Bildhauer.

## Leben
Hubert Weber verlor 1941 im Kriegseinsatz auf dem Weg vom Balkan zur russischen Front beide Hände. Er wurde zunächst in ein Wiener Lazarett eingeliefert und dort notdürftig versorgt. Nachdem auch der Knochen am linken Oberarm völlig zertrümmert war, erhielt Weber keinerlei Hoffnung auf Genesung, vielmehr versuchten ihn die Ärzte von der Notwendigkeit einer Amputation des linken Armes bis zum Schultergelenk zu überzeugen. Er bot alle Kraft auf, um dies zu verhindern. 
Nach einigen Wochen durfte Weber das erste Mal auf Heimaturlaub. Sein Vater wollte sich mit dem Schicksal seines Sohnes nicht zufriedengeben und nahm Kontakt zu verschiedenen Ärzten auf. Dabei erfuhr er von den Heilerfolgen mit den Prothesen von Ferdinand Sauerbruch an der Charité in Berlin und trug dort das Anliegen seines Sohnes vor. Nach eingehender Untersuchung war Sauerbruch bereit, den Fall zu übernehmen. Weber wurde vom Lazarett in Wien freigestellt und war von 1941 bis 1942 unter dem Stationsarzt Dr. Wohlgemut zur Behandlung in der Charité. Er wurde dort innerhalb eines Jahres zehnmal operiert, wobei Sauerbruch alle wichtigen Operationen selbst ausführte. Dabei wurde der linke Oberarm auf einer Länge von 17 cm mit dem halben Schienbein überspannt. Eine erfolgreiche Überspannung in dieser Größenordnung war zur damaligen Zeit eine einmalige Leistung. 
Nachdem zuerst der rechte Arm so weit wiederhergestellt war, dass Hubert Weber eine willkürlich bewegliche Sauerbruch-Prothese tragen und bedienen konnte, begann er zu zeichnen. Sauerbruch war von seinen Federzeichnungen beeindruckt und nahm seinen Patienten häufig mit in den Hörsaal, wo er ihn seine neu erworbenen Fähigkeiten demonstrieren ließ. Als der noch schlimmer verletzte linke Arm wieder so weit hergestellt war, dass Hubert Weber auch links eine willkürlich bewegliche Sauerbruch-Prothese tragen konnte, begleitete er Sauerbruch auch auf Kongresse, um dort seine Bewegungsmöglichkeiten mit den neuen Händen zu demonstrieren.
Sauerbruch erkannte das Talent und auch die Beharrlichkeit Hubert Webers und riet ihm, Kunst zu seinem Beruf zu machen. Mit Sauerbruchs Hilfe konnte Weber bereits während der Heilung an der Reimannschule in Berlin einen Einführungskurs als Vorbereitung für sein späteres Kunststudium absolvieren. Nach seiner Entlassung aus der Charité fertigte Weber ein erstes Porträt Sauerbruchs an und überreichte es ihm im Hörsaal.
1943 nahm Hubert Weber nach bestandener Aufnahmeprüfung sein Kunststudium an der Akademie der Bildenden Künste Nürnberg auf. Nach dem ersten Semester wurde die Akademie infolge Kriegseinwirkung zerstört und nach Schloss Ellingen verlegt. Dort blieb er bis kurz nach Kriegsende und ging dann an die Akademie nach Stuttgart, wo er in der Meisterklasse von Willi Baumeister arbeitete. 
Nach dem Ende des Studiums begann Weber zunächst mit der Malerei und widmete sich dann zunehmend der Kunst am Bau. Er begnügte sich nicht mit dem Anfertigen von Entwürfen, sondern führte seine Wandmalereien auch selbst aus. Er schuf Sgraffitoarbeiten und Betonglasfenster, gestaltete getriebene Kupferwände und schuf Wände in Steinmosaik. Er entwarf viele Brunnen und gestaltete Bronzeplastiken. Hubert Weber arbeitete an Krankenhäusern, Schulen, Universitäten und Verwaltungsgebäuden. Ein Schwerpunkt seines Schaffens wurde die Gestaltung von Kirchen. Mehr als 20 zum Großteil komplett ausgestattete katholische Kirchen tragen seine Handschrift.
Hubert Weber gewann bundesweit mehrere Wettbewerbe, beteiligte sich an künstlerischen Ausstellungen und erhielt den Staatspreis der Universität Münster/Westfalen. Anlässlich seines 60. Geburtstages titelte das Obermain-Tagblatt im August 1980: „Selbst Hua Guofeng im Gästebuch“. Grund dafür war seine Kunstausstellung im Bonner Presseclub vom 25. September bis 30. Oktober 1979. In dem Artikel schreibt das Blatt: „… Einer seiner jüngsten Erfolge war die Ausstellung im September vorigen Jahres im Bonner Presseclub, in der er Gemälde, Graphiken und Plastiken zeigte und damit nicht nur bei Fernsehen und Presse, sondern auch bei der politischen Prominenz auf großes Interesse stieß. Bundespräsident Carstens und die Delegation des chinesischen Ministerpräsidenten Hou Guofeng besuchten die Ausstellung und trugen sich in das Gästebuch Hubert Webers ein; Bundestagspräsident Richard Stücklen erwarb für den Deutschen Bundestag das große Acrylgemälde Raumknoten.“
Im Jahr 1980 erhielt er die Kulturmedaille der Stadt Lichtenfels verliehen. Nachdem er sich ab 1980 als Kreisheimatpfleger im Landkreis Lichtenfels um die Erhaltung von Kulturgütern seiner Heimat verdient gemacht hatte, wurde er 1987 mit der Denkmalschutzmedaille des Freistaates Bayern und 1997 mit dem Bundesverdienstkreuz am Bande für Kunst- und Kulturpflege vom bayerischen Kultusminister ausgezeichnet.
Er war bis zu seinem 80. Geburtstag als Kreisheimatpfleger tätig und wurde daraufhin vom Landrat Reinhard Leutner (Landkreis Lichtenfels/Bayern) zum Ehren-Kreisheimatpfleger ernannt. Hubert Weber erhielt zu seinem 90. Geburtstag von Lions International die selten vergebene Auszeichnung Melvin Jones Fellow.
Er starb am 11. Februar 2013 in Lichtenfels und wurde am 19. Februar 2013 auf dem dortigen Friedhof beigesetzt.

## Werke

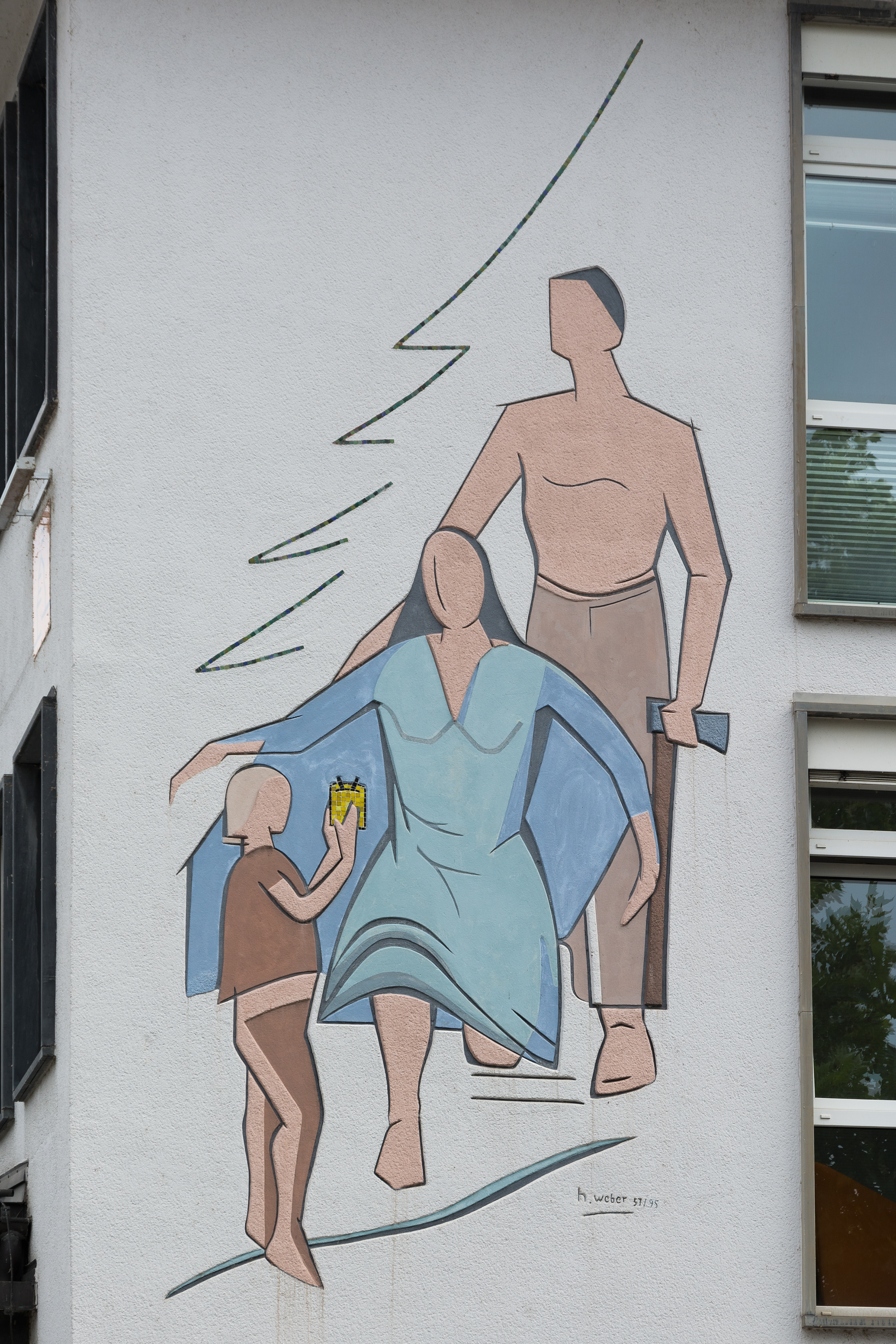
Sgraffitoarbeit in Kronach

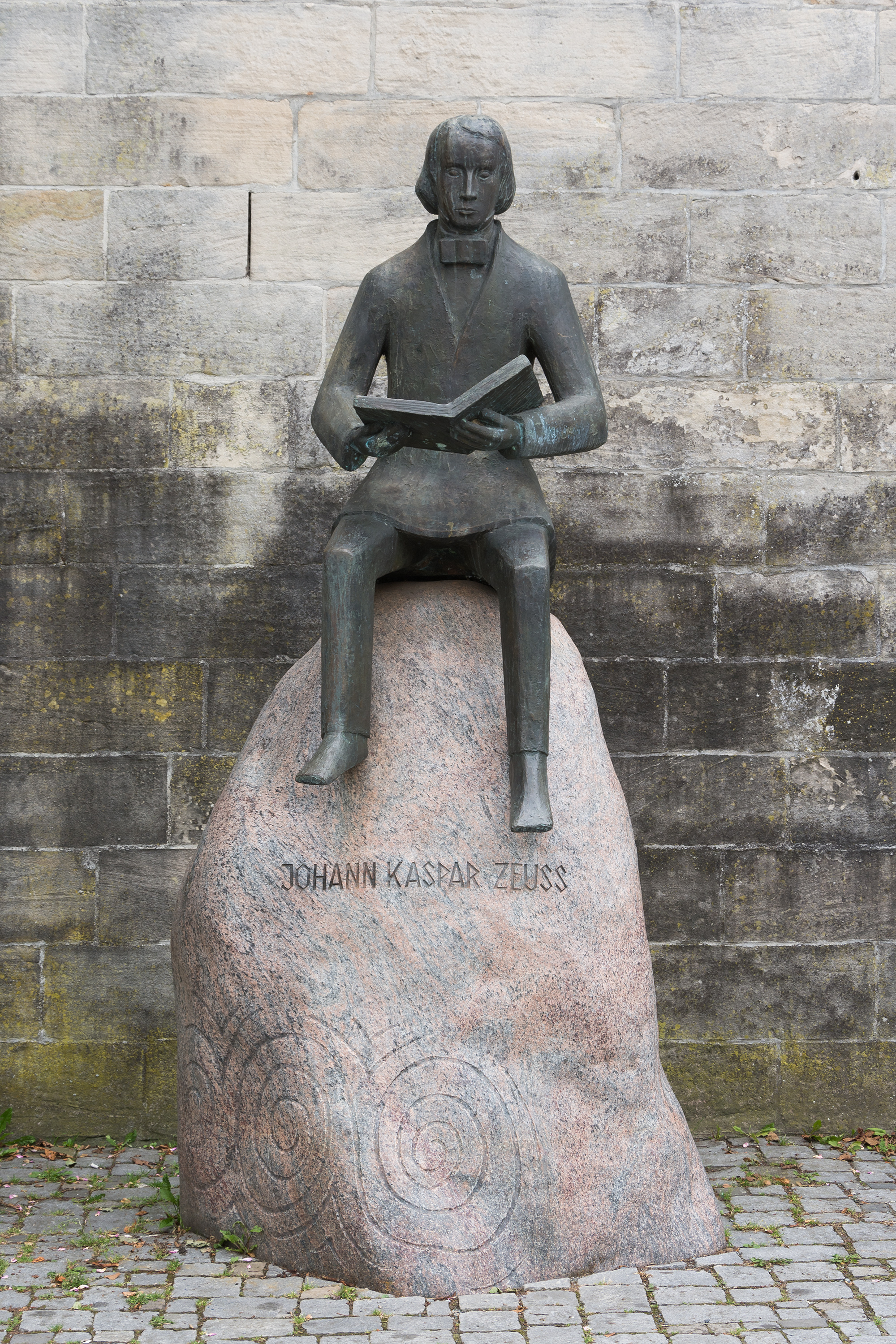
Denkmal für Johann Kaspar Zeuß in Kronach

- 1956: Sgraffitoarbeit an der Eingangsfassade am Städtischen Krankenhaus in Lichtenfels
- 1957: Wachsglättemalerei in der Eingangshalle der AOK Coburg
- 1957: Sgraffitoarbeit an der Fassade der ehemaligen Sparkassenhauptstelle in Kronach[6]
- 1958: Die großen Bleiglasfenster in der Staats- und Rechtswissenschaftlichen Fakultät der Westfälischen Wilhelms-Universität in Münster
- 1959: Weitere Bleiglasfenster für die Universität Münster, für die Heilstätte Schwabthal der Landesversicherungsanstalt Berlin, Sgraffitos, Mosaik und Wandmalereien
- 1959: Glasmosaik am Haupteingang des Zentralschulhauses in Küps[7]
- 1960er: Wandgemälde der Schule in Breitenloh[6]
- 1960er: Wandgemälde der Schule in Windheim[6]
- 1960er: Betonglasfenster der Kirche Mariä Heimsuchung in Hirschfeld[6]
- 1960er: Wappen des Landkreises Kronach am Landratsamt in Kronach[6]
- 1960er: Mosaik am Schlauchturm des Feuerwehrhauses in Ebersdorf[8]
- 1960: Wandbild im Schulhaus in Hesselbach[9]
- 1960: Spachtelmalerei im Treppenhaus der Schule Steinbach am Wald
- 1961: Gestaltete Stein- und Marmorwand in der Sparkasse Ebern
- 1962: Große Steinmosaikwand im Foyer der Kongresshalle Coburg
- 1962: Wandbild in der Schule in Hain[7]
- 1963: Stein-Marmor- und Glasmosaikwand in der Eingangshalle im Spreesanatorium Bad Nauheim, sowie die Betonglasfenster im acht Stockwerke hohen Treppenhaus
- 1964: Gesamte künstlerische Gestaltung der Kirche Reundorf: Chorwand in Stein- und Marmormosaik, Betonglasfenster, Kupfertüren, Leuchter usw.
- 1964: Wandmalerei im Treppenhaus der Volksschule in Reichenbach[10]
- 1965: Schwimmbad-Zentrum Frankfurt-Obertshausen: Steinarbeit im Foyer und Treppenhaus
- 1966: Chorwand und Betonglasfenster in der Caritas-Kirche Nürnberg und in der Kirche Buckenhofen/Forchheim
- 1967: Wandmalerei und Kupfertreibarbeiten in der Kreisberufsschule Kronach
- 1968: Betonglasfenster für die Kirche St. Heinrich in Steinbach am Wald[6]
- 1968: Betonglasfenster für die Kirche Bad Neustadt an der Saale, für die Justizvollzugsanstalten Bamberg und Ebrach. Mosaikwände im Caritas-Altenheim in Fürth und im Kindergarten Nürnberg
- 1969: Betonreliefwand in der Realschule Ebermannstadt. Altar, Chor, Fenster und Türen in der katholischen Kapelle in Poxdorf (Königsfeld).[11] Kupfer-Emailarbeit für die Handwerkerkrankenkasse in Berlin
- 1970: Für das Berufsförderungswerk Berlin große handgetriebene Kupferwand
- 1971–1979: Künstlerische Gestaltung der gesamten Wohnanlage in Memmelsdorf für die St. Josephstiftung Bamberg
- 1972–1979: St.-Konrad-Kirche in Hof (Saale), 14 Betonglasfenster, 12 m hohe Chorwand in Stein-Glas- und Goldmosaik, Tabernakel, Ambo, Leuchter, Bruder-Konrad-Statue in Bronze gearbeitet, sowie Haupt- und Nebenportale
- 1972: Gesamte künstlerische Gestaltung der Caritaskirche in Hof, der Spitalkirche in Lichtenfels, Keramikwand in der Eingangshalle im Sanatorium Bad Mergentheim
- 1973–1975: Bronzebrunnen am Kreiskrankenhaus Lichtenfels, sowie Fassadenrelief in Zink, Kirchenraumgestaltung im Kreiskrankenhaus und Altenheim. Nirostastahl-Brunnen für die Schule Michelau, 7 m hohe Brunnenanlage „konkav-konvex“ für das Gesundheitszentrum Berlin-Charlottenburg, Nirostastahlplastik und Bronzereliefs für die Gesamtschule Hollfeld
- 1975: Reliefarbeiten in Aluguß für die Sporthalle Großversand Baur, Burgkunstadt
- 1976–1979: Gestaltung der Kirchen Wachenroth, Plankenfels, Nankendorf, Oberkotzau und St. Pius in Hof. Ein Alurelief für die Bayer. Vereinsbank Lichtenfels. Großer Bronzebrunnen vor der Hauptstelle der Kreissparkasse Lichtenfels, für die Kassenhalle eine gestaltete Keramikwand. Künstlerische Gestaltung mehrerer Filialen. Für die Stadtpfarrkirche in Lichtenfels, Rosenkranzaltar und Ambo in Lindenholz geschnitzt und vergoldet, Altar- und Marienleuchter in Bronze, das große doppelflügelige Hauptportal modelliert und in Bronze gegossen.
- 1980: Bronzerelief von Adam Ries in der Bad Staffelsteiner Sparkassen-Filiale in der Bamberger Straße
- 1990: Bronzerelief von Adam Ries vor der Bad Staffelsteiner Sparkassen-Filiale in der Bahnhofstraße
- 1990: Skulptur von Johann Kaspar Zeuß vor der Stadtmauer in Kronach[12]
- 1998: „Geheime Offenbarung“[12]
- 2005: Bronzestatue „Staffelsteiner Pass auf“ vor seinem Geburtshaus in der Bahnhofstraße 70 in Bad Staffelstein[13][12]